# Gaspard Cuenot
Gaspard Cuenot (* 30. September 1991) ist ein ehemaliger Schweizer Biathlet.

## Karriere
Gaspard Cuenot startete für den SC La Brevine. Er bestritt 2008 seine ersten internationalen Rennen im Europacup der Junioren. Erste internationale Meisterschaften wurden die Juniorenweltmeisterschaften 2010 in Torsby. In Schweden wurde der Schweizer 73. des Einzels, Neunter des Sprints, Zehnter der Verfolgung und mit Kevin Russi sowie Sébastien Testuz Staffel-Siebter. Es folgten die Juniorenweltmeisterschaften 2011 in Nové Město na Moravě, bei denen Cuenot 70. des Einzels, 32. des Sprints, 29. der Verfolgung und mit Pascal Wolf, Mario Dolder und Serafin Wiestner 14. des Staffelrennens wurde. 2012 trat er zunächst bei den Juniorenrennen der Europameisterschaften in Osrblie an und wurde 20. des Einzels, 25. des Sprints, 22. der Verfolgung und mit Elisa Gasparin, Patricia Jost und Kevin Russi Fünfter im Mixed-Staffelrennen. Wenig später nahm er in Kontiolahti auch an den Juniorenweltmeisterschaften 2012 teil. In Finnland erreichte Cuenot die Ränge 35 im Einzel, 19 im Sprint und in der Verfolgung und wurde mit Jules Cuenot, Kevin Russi und Pascal Wolf Staffel-Achter.
Auf der zweiten Station der Saison 2008/09 debütierte Cuenot in Obertilliach im IBU-Cup und wurde 98. eines Einzels. In Ridnaun gewann er noch in seiner ersten Saison als 32. erstmals Punkte. In Annecy erreichte er 2011 als 27. eines Einzels sein bis dahin bestes Resultat in der Rennserie. Erste internationale Meisterschaft bei den Männern wurden die Europameisterschaften 2013 in Bansko. Dort kam Cuenot im Einzel auf den 28. Platz, wurde 39. des Sprints und 35. der Verfolgung. 2015 gewann er die Schweizer Meisterschaften (Sprint und Massenstart) in Lenzerheide. Seit 2016 lief er Langlauf für Michigantech in den USA, wo er mehrere NCAA-Rennen gewann.
National gewann Cuenot bei den Schweizer Juniorenmeisterschaften 2009 Bronze im Verfolgungsrennen und 2010 Bronze im Sprint. 2011 gewann er in seiner Altersklasse den Titel im Sprintrennen und wurde Vizemeister hinter Mario Dolder im Massenstartrennen. Zudem wurde er hinter Dolder Zweiter im RWS Swiss-Cup 2010/2011. 2012 wurde er hinter Sébastien Testuz Vizemeister im Sprint und gewann den Titel im Massenstartrennen sowie die Gesamtwertung des RWS Swiss-Cup der Saison 2011/2012.
Seit 2007 nahm Cuenot auch immer wieder an internationalen Rennen im Skilanglauf teil, zunächst vor allem an Juniorenrennen, später auch vereinzelt an FIS-Rennen und nationalen Schweizer Meisterschaften.

## Statistik

### Platzierungen im Biathlon-Weltcup
Die Tabelle zeigt alle Platzierungen (je nach Austragungsjahr einschliesslich Olympische Spiele und Weltmeisterschaften).
- 1.–3. Platz: Anzahl der Podiumsplatzierungen
- Top 10: Anzahl der Platzierungen unter den ersten zehn (einschliesslich Podium)
- Punkteränge: Anzahl der Platzierungen innerhalb der Punkteränge (einschliesslich Podium und Top 10)
- Starts: Anzahl gelaufener Rennen in der jeweiligen Disziplin
- Staffel: inklusive Mixed- und Single-Mixed-Staffeln

| Platzierung         | Einzel | Sprint | Verfolgung | Massenstart | Staffel | Gesamt |
| ------------------- | ------ | ------ | ---------- | ----------- | ------- | ------ |
| 1. Platz            |        |        |            |             |         |        |
| 2. Platz            |        |        |            |             |         |        |
| 3. Platz            |        |        |            |             |         |        |
| Top 10              |        |        |            |             |         |        |
| Punkteränge         |        |        |            |             | 2       | 2      |
| Starts              | 2      | 6      | 2          |             | 2       | 12     |
| Stand: Karriereende |        |        |            |             |         |        |

## Privates
Sein jüngerer Bruder Jules Cuenot ist ebenfalls Biathlet und ausserdem Skilangläufer.